# Parc éolien de Gemini
Pour les articles homonymes, voir Gemini.
Gemini est un parc éolien en mer  de 600 mégawatt (MW) en construction au large des côtes néerlandaises. La construction a débuté en 2015 et s'est achevée en 2016.

## Planification
Il est prévu que la ferme éolienne soit construite en deux parties distinctes. L'une, composée de 75 éoliennes est située au nord de Ameland. La seconde partie comprend aussi 75 aérogénérateurs et se trouve 55 kilomètres au nord de Schiermonnikoog. Les 150 éoliennes sont de type Siemens SWT-4.0, d'une capacité unitaire de 4 MW.
Le parc éolien est développé par un consortium dirigé par Northland Power. Les plans initiaux envisageaient que le parc serait construit fin 2015, mais le début de la construction a été reporté jusqu'en 2015. Mi-2015, les estimations prévoient que le parc sera opérationnel à l'été 2017.
Le coût total de la construction du parc Gemini est estimé à 2,8 milliards d'euros.
Le parc de Gemini a été connecté au réseau en 2016 ; il représentait une augmentation de 168 % de la puissance installée offshore des Pays-Bas, leur donnant une part de 43 % dans le marché européen de 2016.